# Odontomachus tyrannicus
Odontomachus tyrannicus är en myrart som beskrevs av Smith 1859. Odontomachus tyrannicus ingår i släktet Odontomachus och familjen myror. Inga underarter finns listade i Catalogue of Life.

## Bildgalleri

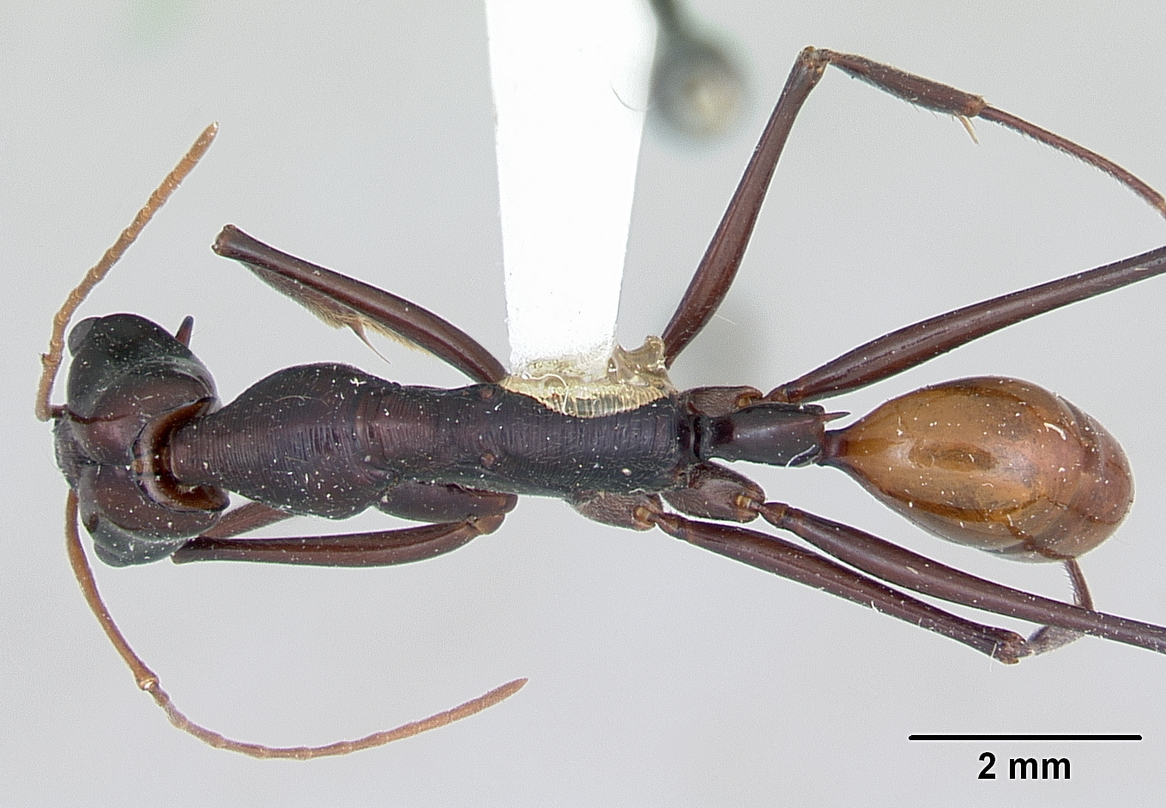
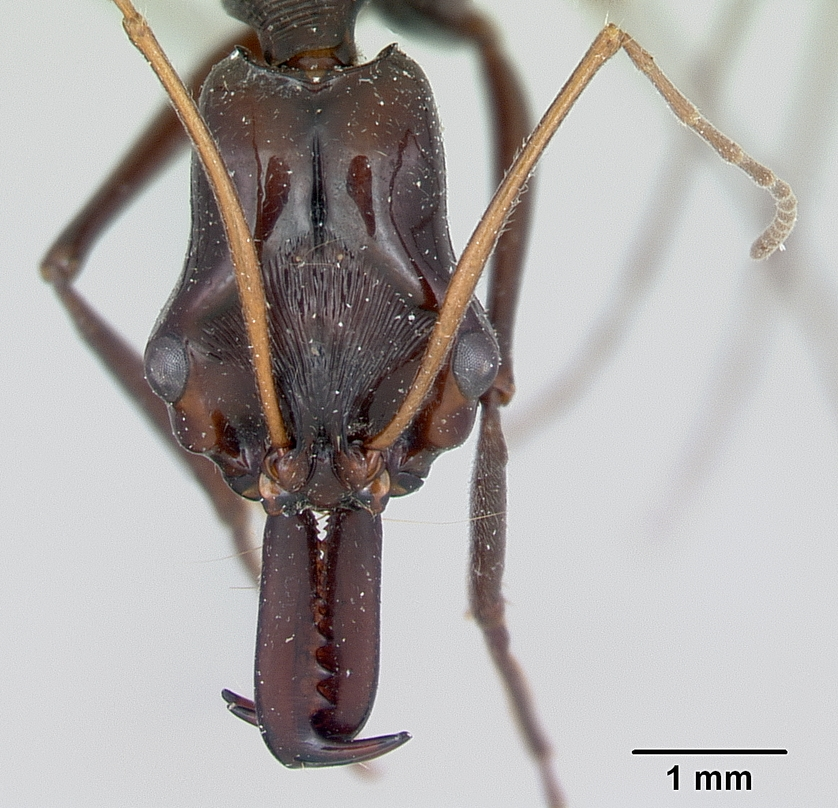
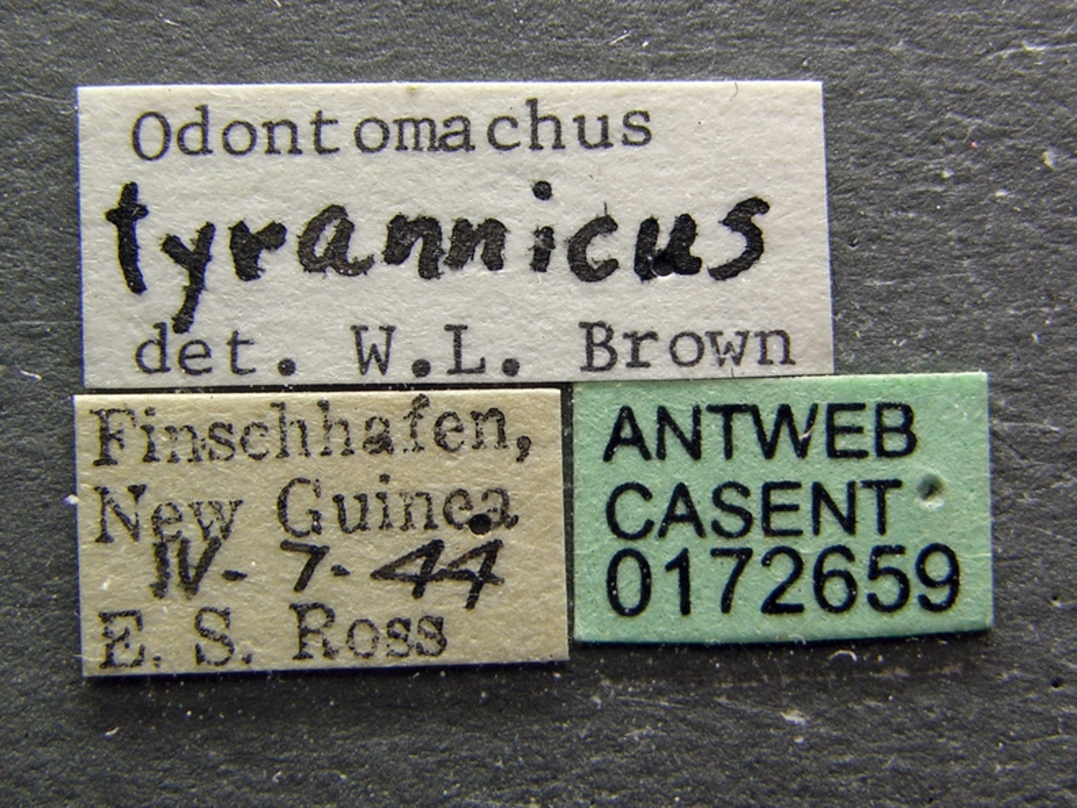
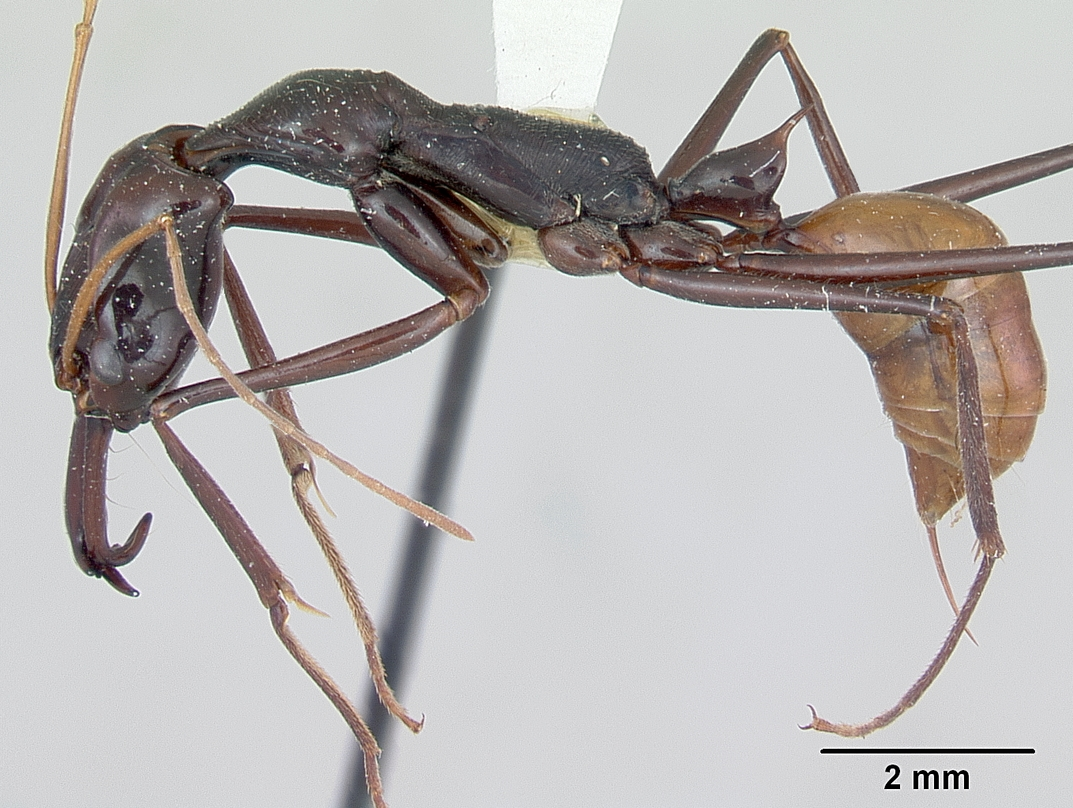